# Каракол (приток Элекмонара)
Карако́л (алт. Кара-Коол — букв. «обильный, родниковый, питающийся подземными водами поток») — река в Чемальском районе Республики Алтай.
Образуется слиянием рек Огой и Тура, которая берёт начало в Каракольских озёрах. Высота истока — 750,6 м над уровнем моря. Устье находится в 19 км по левому берегу реки Элекмонар. Длина реки составляет 7 км (вместе с рекой Огой — 14 км).
На реке расположено село Каракол (в месте впадения левого притока Ишмеш).

## Данные водного реестра
По данным государственного водного реестра России относится к Верхнеобскому бассейновому округу, водохозяйственный участок реки — Катунь, речной подбассейн реки — Бия и Катунь. Речной бассейн реки — (Верхняя) Обь до впадения Иртыша.
Код объекта в государственном водном реестре — 13010100312115100006800.